# مدرسة الوحدة العربية
مدرسة الوحدة العربية هي مدرسة دولية تقع في دبي، الإمارات. تأسست في عام 1974.

## الروابط الخارجية
1. ↑  "Baniyas Square - a testimony to early glory", غلف نيوز, 29 March 2003. نسخة محفوظة 23 مايو 2011 على موقع واي باك مشين.
2. ↑  "Arab Unity School", JustLanded.com, accessed 19 January 2009. نسخة محفوظة 10 يناير 2020 على موقع واي باك مشين.

- Official site